# Öteszkali Atambajew
Öteszkali Düjsengaliuły Atambajew (ros. Утешкали Дуйсенгалиевич Атамбаев, ur. 7 września?/20 września 1910 w powiecie gurjewskim w obwodzie uralskim, zm. 26 września 1994) – radziecki i kazachski polityk, zastępca przewodniczącego Rady Ministrów Kazachskiej SRR (1961–1963), minister finansów Kazachskiej SRR (1955–1961).

## Życiorys
W 1935 ukończył Kujbyszewski Instytut Planowo-Ekonomiczny. Był statystykiem w okręgowym oddziale statystycznym w Gurjewie (obecnie Atyrau), referentem okręgowego komitetu WKP(b) w Gurjewie, przewodniczącym zarządu wiejskiego stowarzyszenia spożywców, instruktorem okręgowego związku stowarzyszeń spożywców, przewodniczącym miejskiego związku stowarzyszeń spożywców oraz pomocnikiem zarządcy gurjewskiego oddziału Banku Państwowego. W latach 1936–1940 był starszym inspektorem, dyrektorem sektora i rewizorem kazachskiej kontroli republikańskiej Banku Państwowego, w latach 1940–1942 kontrolerem i starszym kontrolerem Ludowego Komisariatu Kontroli Państwowej Kazachskiej SRR, w latach 1942–1945 I zastępcą ludowego komisarza finansów Kazachskiej SRR, w latach 1945–1955 stałym przedstawicielem Rady Komisarzy Ludowych/Rady Ministrów Kazachskiej SRR przy Radzie Komisarzy Ludowych/Radzie Ministrów ZSRR, w latach 1955–1961 ministrem finansów Kazachskiej SRR, w latach 1961–1963 zastępcą przewodniczącego Rady Ministrów Kazachskiej SRR, od stycznia 1963 do listopada 1966 przewodniczącym Komitetu Wykonawczego Wschodniokazachstańskiej Przemysłowej Rady Obwodowej/Wschodniokazachstańskiej Rady Obwodowej, od listopada 1966 do listopada 1973 ponownie stałym przedstawicielem Rady Ministrów Kazachskiej SRR przy Radzie Ministrów ZSRR, następnie na emeryturze.

## Odznaczenia
- Order Lenina
- Order Rewolucji Październikowej
- Order Czerwonego Sztandaru Pracy (dwukrotnie)
- Order Czerwonej Gwiazdy
- Order „Znak Honoru”